# گلی‌نازیان
گِلی‌نازیان (Molluginaceae) تیره‌ای است از میخک‌سانان علفی یک‌ساله یا چندساله یا به‌ندرت درختچه‌ای کرکدار یا بدون کرک با پانزده سرده و حدود ۱۰۰ گونه که قبلاً جزو تیره بزرگ علف‌فرشیان Aizoaceae به‌شمار می‌آمدند.
آرایش برگ‌های آنها متناوب و متقابل یا چرخه‌ای با حاشیه کامل و گل‌هایشان معمولاً دوجنسی بدون گلبرگ یا با گلبرگ‌های کوچک با منشأ ناپرچمی staminodal است و میوه آنها فندقه یا پوشینه سه تا پنج‌شکافی است.